# Pas de Terradets
El pas de Terradets, dels Terradets o del congost de Terradets, està format pel riu Noguera Pallaresa en travessar la serra del Montsec, al límit entre les comarques de la Noguera i el Pallars Jussà. No es tracta d'una collada de muntanya, sinó d'un pas de fons de vall que supera un important obstacle orogràfic, la serra del Montsec, separant el Montsec de Rúbies, a llevant, del Montsec d'Ares, a ponent.
A través del congost, passen la carretera C-13 i la via de tren de la línia Lleida-la Pobla de Segur. El congost de Terradets pertany als termes municipals d'Àger i Camarasa, de la Noguera, i Castell de Mur i Llimiana, del Pallars Jussà. Pertanyia, la meitat occidental, al poble de Cellers.
El congost de Terradets conforma un bell paratge natural, juntament amb la serra del Montsec i l'embassament del mateix nom que el congost. La zona té infraestructura turística (hotel, restaurant, cases de pagès) i activitats de lleure (escalada, espeleologia, hípica, esports aquàtics).
S'hi pot arribar mitjançant els ferrocarrils de la Generalitat de Catalunya (estació de Cellers-Llimiana) o amb l'autobús de la companyia Alsina Graells de Barcelona a la Pobla de Segur o de Lleida a Esterri d'Àneu.
L'estretor del pas de Terradets feu que en el seu moment fos el lloc triat per a construir-hi la presa de Terradets, a partir de la qual es crea el pantà de Terradets; la mateixa presa fou aprofitada per a pont de l'antiga carretera C-147 (el pont de la presa de Terradets), i que a migdia de la presa, en un altre lloc també prou estret, s'erigissin els dos ponts de Terradets, l'actual i el medieval.